# Speerwerpen
Speerwerpen is een onderdeel in de atletiek waarbij men probeert om, na een aanloop, een speer zo ver mogelijk te werpen. De speer dient te landen in een vrij smalle sector, waarbij de punt van de speer het eerst de grond moet raken. De speer mag dus niet plat op de grond terechtkomen.
Eind 19e eeuw werd de huidige speerwerpsport in Scandinavië al beoefend, er zijn records bekend vanaf 1883. Er werd geworpen met berkenhouten speren van een aantal Zweedse ponden, hetgeen neerkwam op iets minder of iets meer dan 800 gram. Op het IAAF-congres van 1913 is het gewicht definitief vastgelegd op 800 gram. Daarbij werd met terugwerkende kracht een prestatie uit 1912 als eerste officiële wereldrecord erkend. Bij dat congres is een Zweeds voorstel verworpen om de uitslag van een wedstrijd te laten bestaan uit de som van de beste worpen met beide armen, wat tot die tijd in Scandinavië gebruikelijk was in werpwedstrijden.
Het gewicht van de speer voor vrouwen is eind 1921 vastgelegd op 600 gram door de Fédération Sportive Féminine Internationale (FSFI). Vrouwen wierpen voordien met de mannenspeer, al is er een prestatie uit 1916 bekend met 600 gram.
Speerwerpen werd voor het eerst in officiële kampioenschappen opgenomen in 1906 in Engeland. Het werd een officiële Olympische atletiekdiscipline voor mannen in 1908 in Londen en in 1932 in Los Angeles voor vrouwen. Ook is het onderdeel van verschillende meerkampen.

## Regels

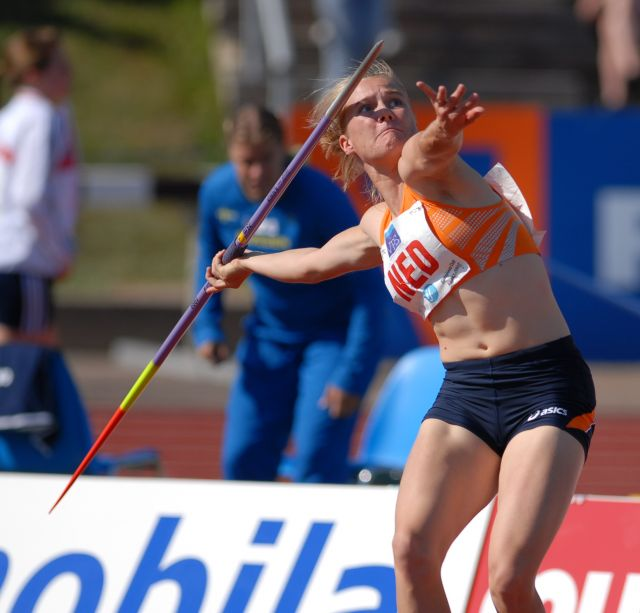
Bregje Crolla, voormalig Nederlands recordhoudster speerwerpen

De speer wordt geworpen na een aanloop, waarbij de aanloopbaan 4 meter breed is en minimaal 30 meter lang, of bij grotere wedstrijden minimaal 33,50 meter lang. Als de omstandigheden het toelaten, wordt een lengte van 36,50 m of meer aanbevolen. Daarbij gelden de volgende regels:
- De speer dient in het midden te worden vastgehouden, de punt moet bij de aanloop en afworp voortdurend ongeveer in de werprichting wijzen.
- De atleet mag de aanloop pas verlaten nadat de speer geland is.
- De atleet mag de gebogen, witte lijn aan het eind van de aanloop, of het zijdelings verlengde daarvan, niet aanraken of overschrijden. Ook niet bij het verlaten van de aanloop nadat de speer geland is.
- De speer dient met de punt het eerst de grond te raken. De speer hoeft echter niet in de grond te blijven steken.
- De speer moet binnen de sectorlijnen landen. Dit zijn lijnen die hun oorsprong hebben in het zogenaamde 'achtmeterpunt', acht meter voor het einde van de aanloopbaan. Vanaf daar maken ze een hoek van 28,65° met elkaar.
- Nadat de speer geland is dient de werper de aanloop te verlaten, dit is het geval zodra hij/zij de aanloop aan de zijkant heeft verlaten, of meer dan 4 meter van de afworplijn is weggelopen. De jury kan dan gaan meten.
- Tijdens een wedstrijd mag iedere atleet over het algemeen drie keer werpen, waarna de beste acht atleten nog drie worpen mogen maken. In sommige gevallen zijn vier pogingen toegestaan.

## Materiaal
De speren werden eerst van hout gemaakt, maar tegenwoordig van staal, aluminium of carbon, in elk geval hebben zij altijd een metalen punt en is de doorsnede rond. Rond het zwaartepunt is een handvat van koord aangebracht. Een herenspeer is 2,6 tot 2,7 meter lang en weegt 800 gram. Een damesspeer weegt 600 gram en is 2,2 tot 2,3 meter lang. Bij jeugd- en mastersatletiek worden ook andere gewichten gebruikt: speren van 400, 500 en 700 gram.
In oktober 1956 veroorzaakte een 49-jarige Spaanse speerwerper, Felix Erausquin, opschudding met een soort discusdraai bij de afworp. Hij gebruikte zeep om het wegschieten van de speer te vergemakkelijken. De techniek werd snel overgenomen en de Fin Pentti Saarikoski wierp er bijna honderd meter mee: 99,52. Dat was aanzienlijk verder dan het toenmalige wereldrecord met de gewone techniek. Omdat deze slingertechniek het karakter van het speerwerpen veranderde en het voor omstanders veel onveiliger werd, werd een nieuwe regel opgesteld: de speerpunt moet tijdens de aanloop steeds in de werprichting wijzen.
Maar ook zonder de draaitechniek ging men steeds verder werpen. Vanaf de jaren vijftig kregen de speren steeds betere aerodynamische eigenschappen, waardoor ze én verder gingen én vaker plat landden. Om discussie over wel of niet geldig werpen te voorkomen bestudeerde men mogelijkheden om door verlegging van het zwaartepunt de speer altijd met de punt te laten landen. Deze studie was bijna afgerond toen in 1984 Uwe Hohn een uitschieter had van 104,80 m, waarmee ook veiligheidsoverwegingen om een veranderde speer vroegen. In 1986 is de nieuwe speer ingevoerd. In 1991 werden de reglementen opnieuw aangepast, om een nieuw type speer met een ruw oppervlak uit te sluiten. Bij de vrouwen is het model in 1999 gewijzigd. De oude modellen, zowel bij de mannen als bij de vrouwen, hadden steeds betere aerodynamische eigenschappen, waardoor ze verder vlogen, maar waardoor het ook steeds vaker gebeurde dat er onenigheid ontstond over de geldigheid van de worp: raakte de punt nu wel of niet als eerste de grond?

## Techniek

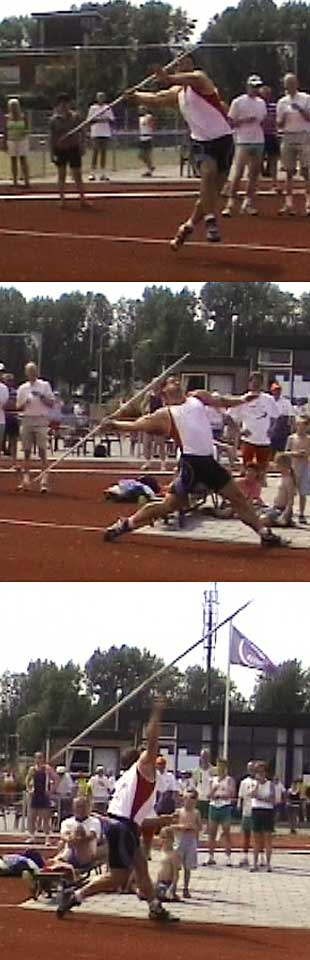
Persoonlijk record van Elliott Thijssen

- De andere drie werponderdelen binnen de atletiek (kogelstoten, discuswerpen en kogelslingeren) zijn rotatieworpen: de werp(st)er staat in een ring van beperkte doorsnee en al draaiend wordt snelheid aan het werptuig gegeven. Bij speerwerpen daarentegen wordt in een rechte lijn aangelopen. De speer moet vóór het eind van de aanloop afgeworpen worden en bovendien mag de werper zelf de afwerplijn niet passeren. Dit maakt dat de techniek van het speerwerpen totaal anders is dan bij de andere werponderdelen. De kunst is om de krachtigst mogelijke afworp te combineren met de snelst mogelijke aanloop waarbij ook nog in zo kort mogelijke tijd tot stilstand gekomen moet worden – een biomechanisch interessante puzzel. Er komt dan nog bij dat de speer nauwkeurig onder de goede hoek geworpen moet worden omdat dan de vluchteigenschappen van de speer het best benut worden.
- Bij het eerste deel van de aanloop wordt de speer meestal horizontaal gehouden met de hand naast het hoofd. De manier van lopen is erg persoonlijk en is niet wezenlijk voor de prestatie, van belang is slechts dat precies die snelheid bereikt wordt waar de beste afworp mee gedaan kan worden. Een pas of vijf vóór de afworp wordt de speer naar achteren gebracht: de schoudergordel komt nu evenwijdig aan de looprichting te staan en het bekken ook bijna, de speer wordt op ongeveer kruinhoogte met gestrekte arm vastgehouden, waarbij de speer vlak langs het hoofd naar voren wijst. Door de dwarse houding van schouders en bekken worden de laatste passen tot 'kruispassen': als het rechterbeen (bij rechtshandigen) naar voren beweegt passeert het het linkerbeen en zijn de benen gekruist; de actie van het linkerbeen lijkt op 'pootje-over' bij schaatsen, de voet staat vrijwel dwars op de looprichting. De voet van het rechterbeen wordt soms ook bijna dwars op de looprichting geplaatst maar de voet in de looprichting plaatsen komt ook voor (Jan Železný) zodat de rechtervoet juist dwars op de normale looppositie staat.
- De laatste maal dat het linkerbeen afzet ontstaat de 'banaan'. Het bovenste fotootje toont zowel het kruisen van de benen als de banaan: de linkerheup leidt de beweging, het linkerbeen wijst met een krachtige afzet naar achteren en de romp helt ook een tikkeltje naar achteren (bij oude technieken veel meer). Deze 'banaan' van hoofd naar heup naar afzetvoet leidt tot spanning op de linkerzij waardoor het linkerbeen na de afzet des te sneller naar voren kan gaan. (Het voorspanningsprincipe komt in alle technieken van de atletiek naar voren: een spier eerst rekken (de verkeerde kant op), leidt ertoe dat hij vervolgens sneller kan bewegen.) Het linkerbeen passeert dan snel het rechterbeen en landt kort nadat het rechterbeen voor de laatste maal geland is. Het rechterbeen landt ongeveer recht onder het zwaartepunt terwijl het linkerbeen een stuk vóór het lichaam geplaatst wordt. Bij een goede techniek is dat been geheel gestrekt, waardoor de linkerheup gefixeerd wordt. Die heup kan alleen nog maar als een polsstok schuin omhoog gaan.
- De plaatsing van het linkerbeen voor het lichaam leidt ertoe dat de werper sterk geremd wordt, maar er moet voor gezorgd worden dat de bewegingsenergie van de werper overgedragen wordt op de speer. Dit wordt bereikt door de rechterkant van de romp snel naar voren te bewegen, of beter gezegd: te laten bewegen, want het lijf had al snelheid van de aanloop. Na plaatsing van het linkerbeen kan de rechterkant van de romp de linkerkant inhalen; de draaias van deze beweging loopt van linkerheup naar linkerschouder (die schouder beweegt nauwelijks ten opzichte van de heup, zie de foto's). Intussen blijft de werparm zo lang mogelijk naar achteren wijzen, waardoor de 'spanboog' kan ontstaan: de lijn van linkerheup naar rechterschouder naar hand vormt een boog die zo gekromd mogelijk moet zijn. Deze spanboog bevat veel voorspanning. Bovendien is er spanning/torsie in de romp: de rechterheup is naar voren gebracht terwijl de schoudergordel zo lang mogelijk haaks op de looprichting blijft. Zie het tweede fotootje. Al deze voorspanning wordt gebruikt om ten slotte de speer echt af te werpen. De werparm is daarbij zo gestrekt mogelijk en de speer wordt losgelaten als de arm de schouder passeert, zoals het derde fotootje laat zien, waar de speer net de hand van de werper heeft verlaten. De afwerpsnelheid van de speer is bij goede werpers iets boven de 30 m/sec, bij goede werpsters iets eronder.
- Ten slotte moet nog geremd worden. Als het linkerbeen goed geplaatst was, is veel voorwaartse snelheid al verdwenen en wat overblijft is een beetje verticale snelheid (en de grote snelheid van de speer natuurlijk). Sommige werpers schieten daardoor voorwaarts omhoog en landen op beide handen, vlak vóór de afwerplijn. De meeste werp(st)ers maken een heel grote pas en eventueel nog een of twee kleine pasjes om tot stilstand te komen.
- Techniekvarianten. Werparm: bij aanvang van de afworp kan de werparm recht naar achteren wijzen of naar linksachter, in dat laatste geval is de romp sterker geroteerd en wordt het speerwerpen meer een rotatieworp (wereldrecordhouder Jan Železný deed dat). Elleboog: bij het inzetten van de worp buigt de elleboog bij sommigen slechts licht, bij anderen tot ongeveer haaks; dat laatste leidt eerder tot elleboogblessures. Schouderas: op het moment van afwerpen kan de werparm geheel in het verlengde van de schouderas liggen, iets daarboven (Steffi Nerius bijvoorbeeld) of er net iets onder (Železný).

## Records
Het wereldrecord voor mannen werd op 25 mei 1996 geworpen door Jan Železný. Hij wierp een afstand van 98,48 meter in Jena (Duitsland). Het wereldrecord voor de vrouwen werd op 13 september 2008 geworpen door Barbora Špotáková. Ze wierp een afstand van 72,28 meter in Stuttgart (Duitsland).

## Top tien aller tijden

### Mannen
- uitgaande van het model dat vanaf 1986 voorgeschreven is

| Rang | Afstand | Naam            | Land | Geboren           | Datum            | Plaats    |
| ---- | ------- | --------------- | ---- | ----------------- | ---------------- | --------- |
| 1    | 98,48 m | Jan Železný     | CZE  | 16 juni 1966      | 25 mei 1996      | Jena      |
| 2    | 97,76 m | Johannes Vetter | GER  | 26 maart 1993     | 6 september 2020 | Chorzów   |
| 3    | 93,90 m | Thomas Röhler   | GER  | 30 september 1991 | 5 mei 2017       | Doha      |
| 4    | 93,09 m | Aki Parviainen  | FIN  | 26 oktober 1974   | 26 juni 1999     | Kuortane  |
| 5    | 93,07 m | Anderson Peters | GRN  | 21 oktober 1997   | 13 mei 2022      | Doha      |
| 6    | 92,97 m | Arshad Nadeem   | PAK  | 2 januari 1997    | 8 augustus 2024  | Parijs    |
| 7    | 92,72 m | Julius Yego     | KEN  | 4 januari 1989    | 26 augustus 2015 | Peking    |
| 8    | 92,61 m | Sergej Makarov  | RUS  | 19 maart 1973     | 30 juni 2002     | Sheffield |
| 9    | 92,60 m | Raymond Hecht   | GER  | 11 november 1968  | 21 juli 1995     | Oslo      |
| 10   | 92,06 m | Andreas Hofmann | GER  | 16 december 1991  | 2 juni 2018      | Offenburg |

Bijgewerkt: 8 augustus 2024

### Vrouwen
- uitgaande van het model dat vanaf 1999 voorgeschreven is

| Rang | Afstand | Naam                | Land | Geboren          | Datum             | Plaats     |
| ---- | ------- | ------------------- | ---- | ---------------- | ----------------- | ---------- |
| 1    | 72,28 m | Barbora Špotáková   | CZE  | 30 juni 1981     | 13 september 2008 | Stuttgart  |
| 2    | 71,70 m | Osleidys Menéndez   | CUB  | 14 november 1979 | 14 augustus 2005  | Helsinki   |
| 3    | 71,40 m | Maria Andrejczyk    | POL  | 9 maart 1996     | 9 mei 2021        | Split      |
| 4    | 70,53 m | Maria Abakoemova    | RUS  | 15 januari 1986  | 1 september 2013  | Berlijn    |
| 5    | 70,20 m | Christina Obergföll | GER  | 22 augustus 1981 | 23 juni 2007      | München    |
| 6    | 69,48 m | Trine Hattestad     | NOR  | 18 april 1966    | 28 juli 2000      | Oslo       |
| 7    | 69,35 m | Sunette Viljoen     | RSA  | 6 oktober 1983   | 9 juni 2012       | New York   |
| 8    | 69,19 m | Christin Hussong    | GER  | 17 maart 1994    | 30 mei 2021       | Chorzów    |
| 9    | 68,92 m | Kathryn Mitchell    | AUS  | 10 juli 1982     | 11 april 2018     | Gold Coast |
| 10   | 68,43 m | Sara Kolak          | CRO  | 22 juni 1995     | 6 juli 2017       | Lausanne   |

Bijgewerkt: 30 augustus 2022

## Continentale records
| Continent                | Geslacht | Prestatie  | Atleet            | Land | Datum             | Plaats     |
| ------------------------ | -------- | ---------- | ----------------- | ---- | ----------------- | ---------- |
| Afrika                   | M        | 92,72      | Julius Yego       | KEN  | 26 augustus 2015  | Peking     |
| Afrika                   | V        | 69,35      | Sunette Viljoen   | RSA  | 9 juni 2012       | New York   |
| Noord- en Midden-Amerika | M        | 93,07      | Anderson Peters   | GRN  | 13 mei 2022       | Doha       |
| Noord- en Midden-Amerika | V        | 71,70      | Osleidys Menéndez | CUB  | 14 augustus 2005  | Helsinki   |
| Zuid-Amerika             | M        | 84,70      | Edgar Baumann     | PAR  | 17 oktober 1999   | San Marcos |
| Zuid-Amerika             | V        | 66,70      | Flor Ruiz         | COL  | 12 mei 2024       | Cuiabá     |
| Azië                     | M        | 92,97      | Arshad Nadeem     | PAK  | 8 augustus 2024   | Parijs     |
| Azië                     | V        | 67,98      | Lyu Huihui        | CHN  | 2 augustus 2019   | Shenyang   |
| Europa                   | M        | 98,48 (WR) | Jan Železný       | CZE  | 25 mei 1996       | Jena       |
| Europa                   | V        | 72,28 (WR) | Barbora Špotáková | CZE  | 13 september 2008 | Stuttgart  |
| Oceanië                  | M        | 89,02      | Jarrod Bannister  | AUS  | 29 februari 2008  | Brisbane   |
| Oceanië                  | V        | 68,92      | Kathryn Mitchell  | AUS  | 11 april 2018     | Gold Coast |

Bijgewerkt: 14 augustus 2024

## Wereldrecordontwikkeling

### Mannen
| Afstand (m)               | Naam             | Land | Datum      | Plaats          |
| ------------------------- | ---------------- | ---- | ---------- | --------------- |
| Oude speer (voor 1986)    |                  |      |            |                 |
| 62,32                     | Eric Lemming     | SWE  | 29.09.1912 | Stockholm       |
| 66,10                     | Jonni Myyrä      | FIN  | 24.08.1919 | Stockholm       |
| 66,62                     | Gunnar Lindström | SWE  | 12.12.1924 | Eksjö           |
| 69,88                     | Eino Penttilä    | FIN  | 01.10.1927 | Vyborg          |
| 71,01                     | Erik Lundqvist   | SWE  | 15.08.1928 | Stockholm       |
| 71,57                     | Matti Järvinen   | FIN  | 08.08.1930 | Vyborg          |
| 71,70                     | Matti Järvinen   | FIN  | 17.08.1930 | Tampere         |
| 71,88                     | Matti Järvinen   | FIN  | 31.08.1930 | Vaasa           |
| 72,93                     | Matti Järvinen   | FIN  | 14.09.1930 | Vyborg          |
| 74,02                     | Matti Järvinen   | FIN  | 27.06.1932 | Turku           |
| 74,28                     | Matti Järvinen   | FIN  | 25.05.1933 | Mikkeli         |
| 74,61                     | Matti Järvinen   | FIN  | 07.06.1933 | Vaasa           |
| 76,10                     | Matti Järvinen   | FIN  | 15.07.1933 | Helsinki        |
| 76,66                     | Matti Järvinen   | FIN  | 07.09.1933 | Turijn          |
| 77,23                     | Matti Järvinen   | FIN  | 18.06.1934 | Helsinki        |
| 77,87                     | Yrjö Nikkanen    | FIN  | 25.08.1938 | Karhula         |
| 78,70                     | Yrjö Nikkanen    | FIN  | 16.10.1938 | Kotka           |
| 80,41                     | Bud Held         | USA  | 08.08.1953 | Pasadena        |
| 81,75                     | Bud Held         | USA  | 21.05.1955 | Modesto         |
| 83,56                     | Soini Nikkinen   | FIN  | 24.06.1956 | Kuhmoinen       |
| 83,66                     | Janusz Sidlo     | POL  | 30.06.1956 | Milaan          |
| 85,71                     | Egil Danielsen   | NOR  | 26.11.1956 | Melbourne       |
| 86,04                     | Al Cantello      | USA  | 05.06.1959 | Compton         |
| 86,74                     | Carlo Lievore    | ITA  | 01.06.1961 | Milaan          |
| 87,12                     | Terje Pedersen   | NOR  | 01.07.1964 | Oslo            |
| 91,72                     | Terje Pedersen   | NOR  | 02.09.1964 | Oslo            |
| 91,98                     | Jānis Lūsis      | URS  | 23.07.1968 | Saarijärvi      |
| 92,70                     | Jorma Kinnunen   | FIN  | 18.06.1969 | Tampere         |
| 93,80                     | Jānis Lūsis      | URS  | 06.07.1972 | Stockholm       |
| 94,08                     | Klaus Wolfermann | FRG  | 05.05.1973 | Leverkusen      |
| 94,58                     | Miklós Németh    | HUN  | 26.07.1976 | Montréal        |
| 96,72                     | Ferenc Paragi    | HUN  | 23.04.1980 | Tata            |
| 99,72                     | Tom Petranoff    | USA  | 15.05.1983 | Los Angeles     |
| 104,80                    | Uwe Hohn         | GDR  | 20.07.1984 | Berlijn         |
| Nieuwe speer (vanaf 1986) |                  |      |            |                 |
| 85,74                     | Klaus Tafelmeier | FRG  | 20.09.1986 | Como            |
| 87,66                     | Jan Železný      | TCH  | 31.05.1987 | Nitra           |
| 89,10                     | Patrik Bodén     | SWE  | 24.03.1990 | Austin          |
| 89,58                     | Steve Backley    | GBR  | 02.07.1990 | Stockholm       |
| 91,46                     | Steve Backley    | GBR  | 25.01.1992 | Auckland        |
| 95,54                     | Jan Železný      | CZE  | 06.04.1993 | Sint-Petersburg |
| 95,66                     | Jan Železný      | CZE  | 29.08.1993 | Sheffield       |
| 98,48                     | Jan Železný      | CZE  | 25.05.1996 | Jena            |

### Vrouwen
| Afstand (m)               | Naam                         | Land | Datum      | Plaats            |
| ------------------------- | ---------------------------- | ---- | ---------- | ----------------- |
| Oude speer (voor 1999)    |                              |      |            |                   |
| 25,01                     | Božena Šrámková              | TCH  | 06.08.1922 | Praag             |
| 25,325                    | Božena Šrámková              | TCH  | 13.08.1922 | Praag             |
| 27,24                     | Marie Janderová              | TCH  | 25.05.1924 | Ostrava           |
| 37,575                    | Guschi Hargus                | GER  | 12.06.1927 | Berlijn           |
| 38,39                     | Guschi Hargus                | GER  | 18.08.1928 | Berlijn           |
| 40,27                     | Ellen Braumüller             | GER  | 12.07.1930 | Berlijn           |
| 42,28                     | Elisabeth Schumann           | GER  | 02.08.1931 | Maagdenburg       |
| 44,64                     | Elisabeth Schumann           | GER  | 12.06.1932 | Berlijn           |
| 46,745                    | Nan Gindele                  | USA  | 18.06.1932 | Chicago           |
| 47,24                     | Annelie Steinheuer           | GER  | 21.06.1942 | Frankfurt am Main |
| 48,21                     | Herma Bauma                  | AUT  | 29.06.1947 | Wenen             |
| 48,63                     | Herma Bauma                  | AUT  | 12.09.1948 | Wenen             |
| 49,59                     | Natalja Smirnizkaja          | URS  | 25.07.1949 | Moskou            |
| 53,41                     | Natalja Smirnizkaja          | URS  | 05.08.1949 | Moskou            |
| 53,56                     | Nadeschda Konjajeva          | URS  | 05.02.1954 | Leningrad         |
| 55,11                     | Nadeschda Konjajeva          | URS  | 22.05.1954 | Kiev              |
| 55,48                     | Nadeschda Konjajeva          | URS  | 06.08.1954 | Kiev              |
| 55,73                     | Dana Zátopková               | TCH  | 01.06.1958 | Praag             |
| 57,40                     | Anna Pazera                  | AUS  | 24.07.1958 | Cardiff           |
| 57,49                     | Birute Zalogaityte-Kalediene | URS  | 30.10.1958 | Tbilisi           |
| 57,92                     | Elvīra Ozoliŋa               | URS  | 03.05.1960 | Leselidze         |
| 59,55                     | Elvīra Ozoliŋa               | URS  | 04.06.1960 | Boekarest         |
| 59,78                     | Elvīra Ozoliŋa               | URS  | 03.07.1963 | Moskou            |
| 62,40                     | Jelena Gortsjakova           | URS  | 16.10.1964 | Tokio             |
| 62,70                     | Ewa Gryziecka                | POL  | 11.06.1972 | Boekarest         |
| 65,06                     | Ruth Fuchs                   | GDR  | 11.06.1972 | Potsdam           |
| 66,11                     | Ruth Fuchs                   | GDR  | 07.09.1973 | Edinburgh         |
| 67,22                     | Ruth Fuchs                   | GDR  | 03.10.1974 | Rome              |
| 69,12                     | Ruth Fuchs                   | GDR  | 10.07.1976 | Berlijn           |
| 69,32                     | Kate Schmidt                 | USA  | 11.09.1977 | Fürth             |
| 69,52                     | Ruth Fuchs                   | GDR  | 13.06.1979 | Dresden           |
| 69,96                     | Ruth Fuchs                   | GDR  | 29.04.1980 | Split             |
| 70,80                     | Tatjana Birjulina            | URS  | 12.07.1980 | Podolsk           |
| 71,88                     | Antoaneta Todorova           | BUL  | 15.08.1981 | Zagreb            |
| 72,40                     | Tiina Lillak                 | FIN  | 29.07.1982 | Helsinki          |
| 74,20                     | Sofia Sakorafa               | GRE  | 26.09.1982 | Chania            |
| 74,76                     | Tiina Lillak                 | FIN  | 13.06.1983 | Tampere           |
| 75,26                     | Petra Felke                  | GDR  | 04.06.1985 | Schwerin          |
| 75,40                     | Petra Felke                  | GDR  | 04.06.1985 | Schwerin          |
| 77,44                     | Fatima Whitbread             | GBR  | 28.08.1986 | Stuttgart         |
| 78,90                     | Petra Felke                  | GDR  | 29.07.1987 | Leipzig           |
| 80,00                     | Petra Felke-Meier            | GDR  | 09.09.1988 | Potsdam           |
| Nieuwe speer (vanaf 1999) |                              |      |            |                   |
| 68,19                     | Trine Hattestad              | NOR  | 28.07.1999 | Fana              |
| 68,22                     | Trine Hattestad              | NOR  | 30.06.2000 | Rome              |
| 69,48                     | Trine Hattestad              | NOR  | 28.07.2000 | Oslo              |
| 71,54                     | Osleidys Menéndez            | CUB  | 01.07.2001 | Rethimnon         |
| 71,70                     | Osleidys Menéndez            | CUB  | 14.08.2005 | Helsinki          |
| 72,28                     | Barbora Špotáková            | CZE  | 13.09.2008 | Stuttgart         |

## Speerwerpen op deOlympische Spelen
Speerwerpen staat al sinds 1908 op de kalender van de Olympische Zomerspelen. Op die spelen van Londen werd er nog een onderscheid gemaakt tussen de middengroep en de vrije stijl. In 1912, Stockholm was er een algemene competitie en daarnaast een gecombineerde wedstrijd waar zowel links als rechtshandig moest worden geworpen. Vanaf de Spelen van 1920 in Antwerpen werd dit echter afgeschaft. In 1932 werd er ook voor het eerst een Olympische competitie voor vrouwen georganiseerd.

### Mannen
| Jaar | Goud                    | Zilver                 | Brons                  |
| ---- | ----------------------- | ---------------------- | ---------------------- |
| 1908 | SWE Eric Lemming        | NOR Arne Halse         | SWE Otto Nilsson       |
| 1912 | SWE Eric Lemming        | FIN Juho Saaristo      | HUN Mór Kóczán         |
| 1920 | FIN Jonni Myyrä         | FIN Urho Peltonen      | FIN Pekka Johansson    |
| 1924 | FIN Jonni Myyrä         | SWE Gunnar Lindström   | USA Eugene Oberst      |
| 1928 | SWE Erik Lundqvist      | HUN Béla Szepes        | NOR Olav Sunde         |
| 1932 | FIN Matti Järvinen      | FIN Matti Sippala      | FIN Eino Penttilä      |
| 1936 | GER Gerhard Stöck       | FIN Yrjö Nikkanen      | FIN Kalervo Toivonen   |
| 1948 | FIN Tapio Rautavaara    | USA Steve Seymour      | HUN József Várszegi    |
| 1952 | USA Cyrus Young         | USA Bill Miller        | FIN Toivo Hyytiäinen   |
| 1956 | NOR Egil Danielsen      | POL Janusz Sidło       | URS Viktor Tsyboelenko |
| 1960 | URS Viktor Tsyboelenko  | GER Walter Krüger      | HUN Gergely Kulcsár    |
| 1964 | FIN Pauli Nevala        | HUN Gergely Kulcsár    | URS Jānis Lūsis        |
| 1968 | URS Jānis Lūsis         | FIN Jorma Kinnunen     | HUN Gergely Kulcsár    |
| 1972 | FRG Klaus Wolfermann    | URS Jānis Lūsis        | USA Bill Schmidt       |
| 1976 | HUN Miklós Németh       | FIN Hannu Siitonen     | ROU Gheorghe Megelea   |
| 1980 | URS Dainis Kūla         | URS Alexander Makarov  | GDR Wolfgang Hanisch   |
| 1984 | FIN Arto Härkönen       | GBR Dave Ottley        | SWE Kenth Eldebrink    |
| 1988 | FIN Tapio Korjus        | TCH Jan Železný        | FIN Seppo Räty         |
| 1992 | CZE Jan Železný         | FIN Seppo Räty         | GBR Steve Backley      |
| 1996 | CZE Jan Železný         | GBR Steve Backley      | FIN Seppo Räty         |
| 2000 | CZE Jan Železný         | GBR Steve Backley      | RUS Sergej Makarov     |
| 2004 | NOR Andreas Thorkildsen | LAT Vadims Vasiļevskis | RUS Sergej Makarov     |
| 2008 | NOR Andreas Thorkildsen | LAT Ainars Kovals      | FIN Tero Pitkämäki     |
| 2012 | TRI Keshorn Walcott     | FIN Antti Ruuskanen    | CZE Vítězslav Veselý   |
| 2016 | GER Thomas Röhler       | KEN Julius Yego        | TRI Keshorn Walcott    |
| 2020 | IND Neeraj Chopra       | CZE Jakub Vadlejch     | CZE Vítězslav Veselý   |
| 2024 | PAK Arshad Nadeem       | IND Neeraj Chopra      | GRN Anderson Peters    |

### Vrouwen
| Olympia | Goud                  | Zilver                   | Brons                            |
| ------- | --------------------- | ------------------------ | -------------------------------- |
| 1932    | USA Babe Zaharias     | GER Ellen Braumüller     | GER Tilly Fleischer              |
| 1936    | GER Tilly Fleischer   | GER Luise Krüger         | POL Maria Kwaśniewska            |
| 1948    | AUT Herma Bauma       | FIN Kaisa Parviainen     | DEN Lily Carlstedt               |
| 1952    | TCH Dana Zátopková    | URS Aleksandra Tsjoedina | URS Jelena Gortsjakova           |
| 1956    | URS Inese Jaunzeme    | CHI Marlene Ahrens       | URS Nadesjda Konjajeva           |
| 1960    | URS Elvīra Ozoliŋa    | TCH Dana Zátopková       | URS Birutė Zalogaitytė-Kaledienė |
| 1964    | ROU Mihaela Peneş     | HUN Márta Rudas          | URS Jelena Gortsjakova           |
| 1968    | HUN Angéla Németh     | ROU Mihaela Peneş        | AUT Eva Janko                    |
| 1972    | GDR Ruth Fuchs        | GDR Jacqueline Todten    | USA Kate Schmidt                 |
| 1976    | GDR Ruth Fuchs        | FRG Marion Becker        | USA Kate Schmidt                 |
| 1980    | CUB María Colón       | URS Saida Gunb           | GDR Ute Hommola                  |
| 1984    | GBR Tessa Sanderson   | FIN Tiina Lillak         | GBR Fatima Whitbread             |
| 1988    | GDR Petra Felke       | GBR Fatima Whitbread     | GDR Beate Koch                   |
| 1992    | GER Silke Renk        | EUN Natalja Sjikolenko   | GER Karen Forkel                 |
| 1996    | FIN Heli Rantanen     | AUS Louise McPaul        | NOR Trine Hattestad              |
| 2000    | NOR Trine Hattestad   | GRE Mirela Maniani       | CUB Osleidys Menéndez            |
| 2004    | CUB Osleidys Menéndez | GER Steffi Nerius        | GRE Mirela Maniani               |
| 2008    | CZE Barbora Špotáková | RUS Maria Abakoemova     | GER Christina Obergföll          |
| 2012    | CZE Barbora Špotáková | GER Christina Obergföll  | GER Linda Stahl                  |
| 2016    | CRO Sara Kolak        | RSA Sunette Viljoen      | CZE Barbora Špotáková            |
| 2020    | CHN Liu Shiying       | POL Maria Andrejczyk     | AUS Kelsey-Lee Barber            |
| 2024    | JPN Haruka Kitaguchi  | RSA Jo-Ane van Dyk       | CZE Nikola Ogrodníková           |

1908: Eric Lemming ·
1912: Eric Lemming ·
1920: Jonni Myyrä ·
1924: Jonni Myyrä ·
1928: Erik Lundqvist ·
1932: Matti Järvinen ·
1936: Gerhard Stöck ·
1948: Tapio Rautavaara ·
1952: Cyrus Young ·
1956: Egil Danielsen ·
1960: Viktor Tsyboelenko ·
1964: Pauli Nevala ·
1968: Jānis Lūsis ·
1972: Klaus Wolfermann ·
1976: Miklós Németh ·
1980: Dainis Kūla ·
1984: Arto Härkönen ·
1988: Tapio Korjus ·
1992: Jan Železný ·
1996: Jan Železný ·
2000: Jan Železný ·
2004: Andreas Thorkildsen ·
2008: Andreas Thorkildsen ·
2012: Keshorn Walcott ·
2016: Thomas Röhler ·
2020: Neeraj Chopra ·
2024: Arshad Nadeem
1932: Babe Zaharias ·
1936: Tilly Fleischer ·
1948: Herma Bauma ·
1952: Dana Zátopková ·
1956: Inese Jaunzeme ·
1960: Elvīra Ozoliņa ·
1964: Mihaela Peneș ·
1968: Angéla Németh ·
1972: Ruth Fuchs ·
1976: Ruth Fuchs ·
1980: María Colón ·
1984: Tessa Sanderson ·
1988: Petra Felke ·
1992: Silke Renk ·
1996: Heli Rantanen ·
2000: Trine Hattestad ·
2004: Osleidys Menéndez ·
2008: Barbora Špotáková ·
2012: Barbora Špotáková ·
2016: Sara Kolak ·
2020: Liu Shiying ·
2024: Haruka Kitaguchi
1983: Detlef Michel ·
1987: Seppo Räty ·
1991: Kimmo Kinnunen ·
1993: Jan Železný ·
1995: Jan Železný ·
1997: Marius Corbett ·
1999: Aki Parviainen ·
2001: Jan Železný ·
2003: Sergej Makarov ·
2005: Andrus Värnik ·
2007: Tero Pitkämäki ·
2009: Andreas Thorkildsen ·
2011: Matthias de Zordo ·
2013: Vítězslav Veselý ·
2015: Julius Yego ·
2017: Johannes Vetter ·
2019: Anderson Peters ·
2022: Anderson Peters ·
2023:  Neeraj Chopra
1983 Tiina Lillak ·
1987 Fatima Whitbread ·
1991 Xu Demei ·
1993 Trine Hattestad ·
1995 Natalja Sjykolenko ·
1997 Trine Hattestad ·
1999 Mirela Maniani ·
2001 Osleidys Menéndez ·
2003 Mirela Maniani ·
2005 Osleidys Menéndez ·
2007 Barbora Špotáková ·
2009 Steffi Nerius ·
2011 Barbora Špotáková ·
2013 Christina Obergföll ·
2015 Katharina Molitor ·
2017 Barbora Špotáková ·
2019 Kelsey-Lee Barber ·
2022 Kelsey-Lee Barber ·
2023 Haruka Kitaguchi